# Морфологічна парадигматика
Морфологі́чна парадигма́тика — порівняно нова галузь лінгвістики, що досліджує парадигми змінних частин мов.

## Поняття «парадигма»
Морфологічна парадигматика як галузь мовознавства описує парадигми змінних лексико-граматичних класів. У виданні «Грамматика современного русского литературного языка» (1970) уперше з'явився окремий розділ «Парадигматика».
Галузь референції терміна «парадигма» в історії мовознавства довго залишалася незмінною. Цей термін уведений в античній граматиці для позначення зразка відмінювання того ж слова, стосувався насамперед сукупності форм відмінювання або відміни одного типу. Уживаючись у значенні «показ, копія для наслідування», цей термін слугував для відображення правил нормативної граматики й опису набору форм, характерних для певної частини мови, й репрезентував відомі класи в середині цих частин мови. Досліджуючи морфологічну парадигматику іменника, С. Л. Ковтюх звертає увагу на те, що «традиційний спосіб розгляду цих форм у латинських та грецьких граматиках полягав у розподілі слів та їх класифікації за типами відмін для імен, за дієвідмінами для дієслів і описові кожного типу за допомогою таблиць-парадигм, до яких слід було звертатися, щоб мати уявлення про форми інших членів того самого типу. Класична граматика встановлювала, таким чином, не правила, а моделі утворення форм, пропонуючи їхній кінцевий набір списком».
Поняття «парадигма» спочатку виокремлювали тільки в морфології. Пізніше цей термін поширюється у фонології, дериватології, лексикології, синтаксисі тощо.
Основоположник учення про синтагматику й парадигматику Ф. де Соссюр розглядав морфологічні парадигми словозміни тільки як один з різновидів асоціативних родів, зокрема тих, які характеризуються поряд з невизначеністю порядку обмеженою кількістю членів.
У вітчизняному мовознавстві дослідженням морфологічної парадигматики займалися О. В. Болюх, О. О. Тараненко, С. Л. Ковтюх, П. І. Сигеда, М. Г. Сердюк.
«Парадигма, як зазначає С. Л. Ковтюх, — це не тільки формальний зразок, що використовується під час вивчення лексико-граматичних класів. Парадигма – це також об’єктивна характеристика особливостей морфології, показник структури лексико-граматичних класів, їх основних категорій».

## Термінологія парадигматики
Не до кінця впорядкованою залишається основна термінологія парадигматики. В академічній праці «Грамматика современного русского литературного языка» 1970 року пояснюються основні терміни.
Звуженою парадигмою називається парадигма, репрезентована синтетичними формами, які виражають основне категоріальне значення слова. Наприклад, у звужену парадигму прикметника входять усі відмінювані форми.
Розширена парадигма — це парадигма, яка, на відміну від звуженої, включає: 
1. форми або 
  1. дублетні значення форм, які входять до звуженої парадигми, або
  2. значення, що не властиві формам, які входять до звуженої парадигми;
2. форми, що є необов'язковими для всіх слів даного класу.

Комплексна парадигма — це парадигма, представлена формами, що стосуються різних морфологічних розрядів слів. Комплексна парадигма збігається з повною парадигмою.
Неповна парадигма — це парадигма, у складі якої відсутня одна або кілька словоформ.
Парадигму, що має хоча б одну порожню клітину, А. А. Залізняк називає дефектною . У граматиці російської мови 1970 року видання така парадигма названа неповною.
Парадигму утворюють синтетичні та аналітичні форми. Синтетичними, або простими, називаються форми, у яких лексичне й граматичне значення виражаються в одному слові. Аналітичними, або складеними, називаються форми, що мають у структурі два чи більше слів, які являють собою одне граматичне значення.
Нові терміни — мікропарадигма та під категорія — пропонують увести до мовного обігу П. І. Сигеда та М. Г. Сердюк, а також утвердити вже відомий термін підпарадигма. «Підпарадигма — це дві (або більше) граматичні форми даної парадигми, об'єднані одним спільним граматичним значенням, однією спільною підкатегорією». «Часткові парадигми, що складаються з двох чи трьох парадигм, об'єднаних якимось одним значенням, однією граматичною категорією», П. І. Сигеда та М. Г. Сердюк пропонують називати мікропарадигмами.
Термін парадигматична схема, під яким розуміють певний склад (чи комплект) граматичних форм, узятих абстраговано від значення слів і від конкретних рис утворення самих форм, увів О. І. Смирницький. Як правило, певна парадигматична схема характерна для більшої чи меншої кількості слів та об'єднує їх в одну граматичну групу. Деякі відмінності між такими групами або окремими словами виявляються неістотними й не перешкоджають об'єднанню їх в граматичні розряди слів.

## Подальші дослідження
Дослідження морфологічної парадигматики має теоретичне і практичне значення. Як уважає С. Л. Ковтюх, подальший розвиток теоретичного аспекту сприятиме встановленню концептуальних принципів аналізу парадигм змінних лексико-граматичних класів, вивченню співвідношення в них семантичного й формально-граматичного змісту, встановленню особливостей системності морфологічних одиниць, їхньої внутрішньоструктурної взаємодії та взаємозв'язку з іншими мовними рівнями, упорядкуванню термінології. На часі створення граматичного словника української мови. Цьому повинне передувати дослідження різноманітних чинників, що впливають на утворення словозмінних парадигм лексико-граматичних класів української мови.